# Ingelfingen
Ingelfingen és una ciutat de Baden-Württemberg regat pel Kocher, un afluent del Neckar. El 2016 tenia 5479 habitants. El primer esment escrit data del 1080. El 1302 va rebre els drets de ciutat.

## Persones
- Johann Gottfried Eichhorn (1752-1827), orientalista i historiador